# Старое Сафарово
Ста́рое Сафа́рово (тат. Иске Сәфәр) — село в Актанышском районе Республики Татарстан Российской Федерации. Административный центр Старосафаровского сельского поселения.

## География
Село находится в Восточном Закамье на реке Терпеля, в 21 км к юго-западу от районного центра, села Актаныш.

## История
Село было основано башкирами-вотчинниками Булярской волости в XVII веке. Известно с 1757 года. 
В период кантонной системы управления в Башкортостане, село находилось в составе I юрты XI башкирского кантона. В 1795 году в селе проживали 166 башкир-вотчинников, 34 башкира-припущенника, 39 тептярей; в 1816 году — 292 башкира (включая 9 семей башкир-припущенников); в 1859 году — 939 башкир; в 1870 году — 1083 башкира; в 1912 году — 1572 башкира-вотчинника и 297 башкир-припущенников. Из документов известно, что часть припущенников были башкирами-енейцами.

## Население
Численность населения по годам. Источник.
| 1795 | 1834 | 1859 | 1870 | 1884 | 1897 | 1906 | 1913 | 1920 | 1926 | 1938 | 1949 | 1958 | 1970 | 1979 | 1989 | 2002 | 2010 | 2015 |
| ---- | ---- | ---- | ---- | ---- | ---- | ---- | ---- | ---- | ---- | ---- | ---- | ---- | ---- | ---- | ---- | ---- | ---- | ---- |
| 499  | 544  | 931  | 1083 | 1422 | 1772 | 1852 | 1869 | 1911 | 1558 | 1549 | 1119 | 1059 | 1361 | 1243 | 904  | 877  | 923  | 917  |

Национальный состав
Согласно результатам переписи 2002 года, в национальной структуре населения села татары составляли 99%.

### Комментарии
1. ↑  Расстояние измерено с помощью инструментария Яндекс.Карты